# 許琛 (朝鮮)
許琛（：／，1444年—1505年），字獻之，號頤軒，朝鮮王朝中期文臣。本貫陽川許氏。右議政許琮之弟。
1475年文科及第，持平，後歷任教理、同副承旨、左副承旨、吏曹參判、禮曹參判、大司憲、右承旨、左承旨。燕山君即位後歷任刑曹參判、兵曹參判。戊午士禍時受到牽連，左遷慶尚道觀察使，以後歷任兵曹參判、戶曹參判、刑曹參判、吏曹參判、右議政、左議政。他是有名的學者，燕山君還是世子的時候他就受到燕山君的信任。燕山君生母尹氏被成宗廢黜前，許琛曾勸阻。
死後諡文貞。